# Phorbia pegohylemyioides
Phorbia pegohylemyioides är en tvåvingeart som beskrevs av Yudin 1979. Phorbia pegohylemyioides ingår i släktet Phorbia och familjen blomsterflugor. Inga underarter finns listade i Catalogue of Life.